# Національне шосе 1 (Естонія)
Національне шосе 1 в Естонії сполучає столицю країни Таллінн з прикордонним містом Нарва. Є частиною європейського автомобільного маршруту . Загальна довжина 209 км.
Дорога утворює головний транспортний шлях із заходу на південь між Росією та Європою. У 2020 році найбільший обсяг трафіку був навколо Таллінна, де AADT становив близько 33 000 авто. Це найвищі показники в Естонії. Цифри навколо Нарви знову зростають, коливаючись біля 8000 авто.

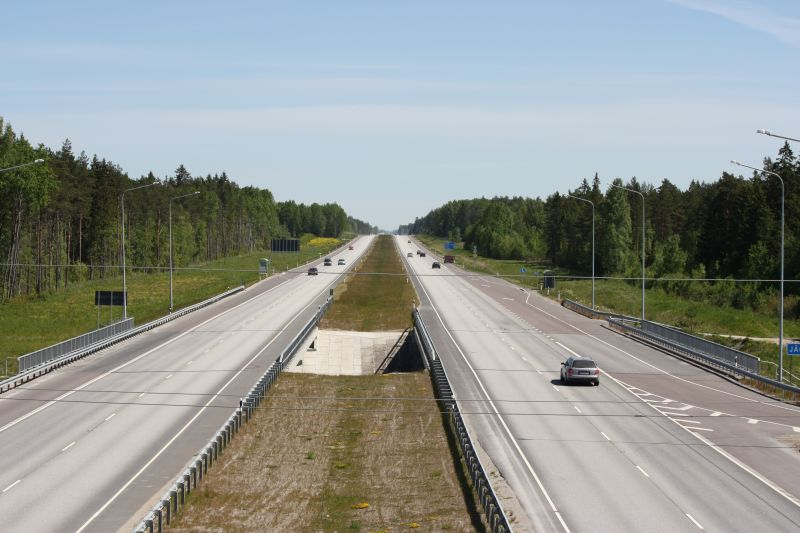
Автошлях Таллінн-Нарва

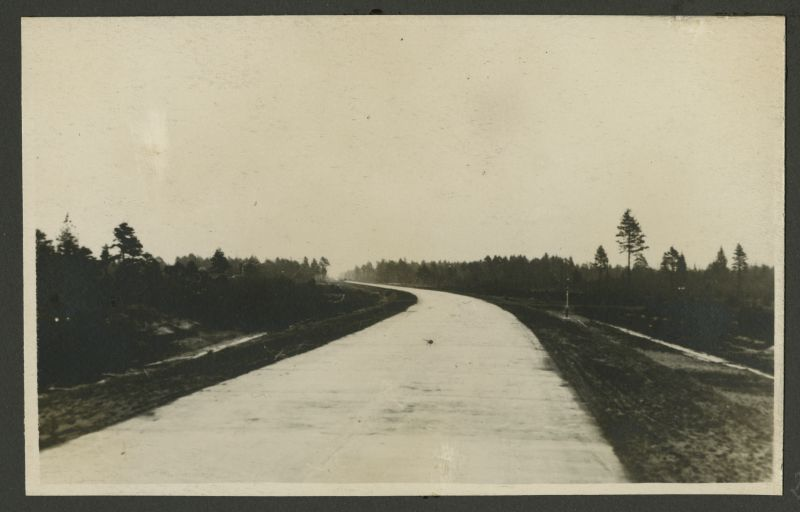
Автошлях Таллінн-Нарва, побудоване німецькими військовополоненими в другій половині 1940-х років біля Їеляхтме

Довжина дороги — 86,6 км з подвійним рухом. Основна частина між Таллінном і Хальяла (до 89,9 км) є найдовшою в Естонії. Решту можна знайти між Кохтла-Ярве та Йихві (км 156,0-163,2). Десь після 2030 року планується розширити всю магістраль до двопроїзної дороги. В даний час ділянки в містах роблять вільними, а два перехрестя в Сілламяе розділять на один рівень у 2016 і 2021 роках. Крім того, розвороти на дорозі зносяться, щоб підвищити безпеку та покращити дорожні стандарти.

## Конструкція
Станом на 2021 рік[джерело?] 87 км автошляху має по дві смуги у кожен бік, решта — звичайна двосмугова дорога. Існують плани щодо розширення траси до чотирьох смуг по всій її протяжності (після 2030 року).

## Маршрут
- 0 км — Таллінн, перетин з 2
- 37 км — Куусалу
- 70 км — Віїтна
- 98 км — Раквере, перетин з 5
- 151 км — Кохтла-Ярве
- 160 км — Йихві, з'єднання з 3
- 182 км — Сілламяе
- 209 км — Нарва, прикордонний пункт і з'єднання з А180 (Росія)

### Кількість смуг шосе
| 87 км    | 125 км   |
| 2+2 смуг | 1+1 смуг |